# 짐 캐논
짐 캐논(영어: GM Cannon, 일본어: ジム・キャノン)은 《건담 시리즈》에 등장하는 모빌 슈트(MS)로 분류되는 가공의 유인 조종식 인간형 로봇 병기이다. 건담 프라모델(건프라)의 판촉 기획인 《모빌 슈트 베리에이션》(MSV)에서 처음으로 등장했다.
작품 내에서 군사 세력의 하나인 지구연방군의 양산기이다. 《기동전사 건담》에 등장하는 짐을 기반으로 해서 포격용 모빌 슈트(MS)인 건캐논의 능력을 부여한 기체이다. 등쪽에 탑재된 포탑과 일반적인 짐보다 강화된 장갑이 특징이다.

## 같이 보기
- 기동전사 건담
- 짐 (건담 시리즈)